# Монтебело ди Бертона
Монтебело ди Бертона (итал. Montebello di Bertona) је насеље у Италији у округу Пескара, региону Абруцо.
Према процени из 2011. у насељу је живело 324 становника. Насеље се налази на надморској висини од 585 м.

## Становништво
Према резултатима пописа становништва 2011. у општини је живело 1.023 становника.
| 1931. | 1936. | 1951. | 1961. | 1971. | 1981. | 1991. | 2001. | 2011. |
| ----- | ----- | ----- | ----- | ----- | ----- | ----- | ----- | ----- |
| 1.828 | 1.933 | 2.181 | 1.973 | 1.493 | 1.264 | 1.183 | 1.120 | 1.023 |